# Молина Пальочия, Оскар
Оскар Молина Пальочия (исп. Óscar Molina Pallochia; 27 сентября 1921, Лима — 20 октября 1990, там же) — военный, государственный и дипломатический деятель Перу, дивизионный генерал, премьер-министр страны в 1978-1979 годах.

## Биография
Образование получил в Национальном колледже Нуэстра-Сеньора-де-Гвадалупе и в Лимском институте, затем Военной школе Чоррильос (1941—1944). В 1955—1957 гг. учился в Высшей военной школе.
В 1961 году для дальнейшей специальной подготовки отправился в артиллерийско-ракетную школу в Форт-Силле (Оклахома, США).
В 1971 году получил звание бригадного генерала, с 1974 года — дивизионный генерал. Был начальником управления персоналом Школы артиллерии (1960), военным атташе в Аргентине (1966), с 1974 года руководил разведкой армии Перу.
Входил в состав революционного правительства вооруженных сил во главе с генералом Франсиско Моралесом Бермудесом (1975—1980), был командующим Первым военным регионом, базирующимся в Пиуре, позже председателем Объединенного командования вооружённых сил.
Премьер-министр Перу с января 1978 года по январь 1979 года. Одновременно в то же время занимал пост военного министра в правительстве Перу.
В 1979 году назначил выборы в Учредительное собрание Перу, после которых вышел в отставку.

## Награды
- Великий офицер Ордена Солнца Перу
- Гранд-офицер Перуанского ордена Заслуг